# Uranoscopus guttatus
Uranoscopus guttatus és una espècie de peix pertanyent a la família dels uranoscòpids.

## Descripció
- Pot arribar a fer 20 cm de llargària màxima.[5][6]

## Hàbitat
És un peix marí, demersal i de clima tropical.

## Distribució geogràfica
Es troba al mar Roig i Pondicherry (l'Índia).

## Observacions
És inofensiu per als humans.